# Jan Zarzycki (elektronik)
Jan Zarzycki (ur. 29 grudnia 1949) – polski profesor nauk technicznych, syn Jana Piotra Zarzyckiego, profesora histologii.

## Życiorys
Absolwent Politechniki Wrocławskiej (kierunek: elektronika, rocznik 1972) i uczestnik eksperymentalnego Studium Podstawowych Problemów Techniki oraz Studiów Doktoranckich w Instytucie Cybernetyki Technicznej Wydziału Elektroniki Politechniki Wrocławskiej. Specjalizował się w zagadnieniach z zakresu przetwarzania sygnałów. Z tej tematyki uzyskał rezultaty, które przedstawił w rozprawie doktorskiej. Doktoryzował się trzy lata po zakończeniu studiów na Wydziale Elektroniki PWr, broniąc rozprawę zatytułowaną Związek między określonymi szeregiem Volterry charakterystykami toru elektroakustycznego a powstającymi w nim zniekształceniami sygnałów fonicznych. Promotorem w przewodzie był Bronisław Rogala. Habilitację uzyskał w 1986. Tytuł profesora nauk technicznych nadano mu w 2004 roku.
Jan Zarzycki był pracownikiem Politechniki Wrocławskiej od 1975 do 2020 roku. Przeszedł wszystkie szczeble kariery nauczyciela akademickiego. W latach 1984–1987 pełnił funkcję zastępcy dyrektora Instytutu Telekomunikacji i Akustyki ds. dydaktyki, a także funkcję kierownika Katedry Systemów Przetwarzania Sygnałów na Wydziale Elektroniki Politechniki Wrocławskiej. W 2004 został profesorem na Wydziału Elektroniki Politechniki Wrocławskiej. Od 2008 do 2016 roku był Dziekanem Wydziału Elektroniki przez dwie czteroletnie kadencje.
Przez pewien okres pracował na Uniwersytecie w Zielonej Górze oraz w Wojskowym Instytucie Techniki Inżynieryjnej im. Profesora Józefa Kosackiego.

## Dorobek
Jego zainteresowania naukowe obejmują nieliniowe transformacje sygnałów losowych, szeregów czasowych wyższych rzędów, nieliniową ortogonalną parametryzację Schura, modelowanie stochastyczne, cyfrową syntezę i filtrację odszumiającą. Dorobek naukowy to 130 publikacji, a także 6 zakończonych przewodów doktorskich. Jan Zarzycki realizował liczne projekty badawcze, krajowe i międzynarodowe. Jest współautorem patentu. Jego katedra współpracuje z uczelniami i instytucjami międzynarodowymi, m.in. z Delft University of Technology, Université Paris 12 czy z NATO. Jest członkiem wielu towarzystw naukowych, w tym Polskiego Towarzystwa Akustycznego i Polskiego Towarzystwa Elektrotechniki Teoretycznej i Stosowanej. Zasiada w Zarządzie Wrocławskiego Towarzystwa Naukowego gdzie pełnił funkcję Sekretarza Generalnego. Przewodniczy Radzie Naukowej w Wojskowym Instytucie Techniki Inżynieryjnej im. Profesora Józefa Kosackiego.